# Дамме (канал)
Дамме (фр. Canal de Damme, нидерл. Damse Vaart или нидерл. Napoleonvaart) — канал в бельгийской провинции Западная Фландрия. Канал связывает Брюгге с Западной Шельдой в Слёйсе, Нидерланды. Он был построен по приказу Наполеона Бонапарта, который хотел создать сеть каналов, чтобы обеспечить эффективную транспортировку войск без риска разрушительного вмешательства британского флота.
После поражения Наполеона первоначальный стратегический императив канала был устранён. Планы наполеоновской эпохи предусматривали соединение с Шельдой в Брескенсе. Спустя полвека канал открылся для движения в 1856 году, и сообщение с морем переместилось в Слёйс.
В Дамме канал пересекает канал Леопольда и канал Шипдонк, оба из которых были вырыты в середине девятнадцатого века, чтобы снизить уязвимость бельгийской сети каналов для голландского вмешательства после обретения Бельгии независимости в 1830 году. Было необходимо создать систему сифонов из-за разницы в уровне воды в трёх каналах. Канал использовался до 1940 года, когда французские войска разрушили сифонную систему: это положило конец морскому транспорту по каналу Дамме.
После Второй мировой войны использование канала возобновилось, но теперь по нему ходили прогулочные катера, а также туристические катера, соединяющие Дамме и Брюгге.